# Station Sabadell Nord
Sabadell Nord is een ondergronds treinstation in het noorden van Sabadell, gelegen op de kruising van lijn 4, lijn 12 van Renfe en lijn S2 van de FGC.
Het station werd in 1855 geopend toen de lijn tussen Montcada i Reixac - Manresa en Sabadell Nord in gebruik genomen werd. Het deel van het station waar lijn S2 zich bevindt, werd op 20 juli 2017 geopend en is onderdeel van de verlenging van de Metro del Vallès.

## Lijnen
| Eindbestemming                                | Vorig station   | Lijn | Volgend station        | Eindbestemming         |
| --------------------------------------------- | --------------- | ---- | ---------------------- | ---------------------- |
| Sant Vicenç de Calders Vilafranca del Penedès | Sabadell Centre |      | Terrassa Est           | Terrassa Manresa       |
| L'Hospitalet de Llobregat                     | Sabadell Centre |      | Terrassa Est           | Lleida Pirineus        |
| Plaça Catalunya                               | La Creu Alta    |      | Sabadell Parc del Nord | Sabadell Parc del Nord |